# Silvan Hefti
Silvan Hefti (Rorschach, 25 de octubre de 1997) es un futbolista suizo que juega de defensa en el Hamburgo S. V. de la 1. Bundesliga.

## Selección nacional
Hefti fue internacional sub-19, sub-20 y sub-21 con la selección de fútbol de Suiza.

## Clubes
| Club                          | País     | Año       |
| ----------------------------- | -------- | --------- |
| F. C. St. Gallen              | Suiza    | 2015-2020 |
| B. S. C. Young Boys           | Suiza    | 2020-2022 |
| Genoa C. F. C.                | Italia   | 2022-2024 |
| Montpellier H. S. C. (cedido) | Francia  | 2024      |
| Hamburgo S. V.                | Alemania | 2024-     |

## Palmarés

### Títulos nacionales
| Título             | Club                | País  | Año  |
| ------------------ | ------------------- | ----- | ---- |
| Superliga de Suiza | B. S. C. Young Boys | Suiza | 2021 |